# پایگاه سوم رزمی هوانیروز کرمان
پایگاه سوم رزمی هوانیروز کرمان، روستا و پایگاه هوانیروز است از توابع بخش مرکزی شهرستان کرمان در استان کرمان ایران.

## جمعیت
پایگاه سوم رزمی هوانیروز کرمان در دهستان اختیارآباد  قرار داشته و براساس آخرین سرشماری مرکز آمار ایران که در سال ۱۳۸۵ صورت گرفته، جمعیت آن  ۵٬۸۶۱نفر (۱٬۵۲۳خانوار) بوده‌است. براساس آمار منتشر شده از مرکز ملی آمار ایران جمعیت این روستا در سال ۱۳۹۵ برابر با ۳۷۴۱ نفر (۱۲۳۰ خانوار) بوده‌است.